# 旧县三村遗址
旧县三村遗址位于山东省东平县旧县乡旧县三村东南西楚霸王墓周围。为县级文物保护单位。
遗址为山坡台形地，长80米，宽150米。文化层厚约6米，应为商周时期的一处村落遗址。